# Eva Schloss
Eva Geiringer, más conocida como Eva Schloss (Viena, Austria, 11 de mayo de 1929), es una sobreviviente del Holocausto, memorialista e hijastra de Otto Frank, padre de Margot y Ana Frank. Dedica su vida a educar, alrededor del mundo, sobre la importancia de la tolerancia y el respeto por la diferencia. La resistencia que hizo que pudiera sobreponerse a cada día de sufrimiento es la misma que hoy se puede ver en su mensaje, que a través de los años ayuda a mantener viva la memoria.

## Segunda Guerra Mundial

### Infancia
Eva nació, como Eva Geiringers, en 1929 en Viena en el seno de una familia judía austríaca, con un gran sentimiento de pertenencia al país. Su padre era zapatero, su madre y hermano tocaban el piano. Pero los años de la familia Geiringers en Austria iban a ser pocos.
Cuando Hitler invadió Austria, en 1938, Eva Geiringers tenía nueve años y su familia decidió mudarse de país. Tras un paso por Bélgica, terminaron en Ámsterdam, Holanda, en la casa que se ubicaba del lado contrario de la plaza donde jugaba Ana Frank. Allí Eva y Ana se hicieron amigas, compartieron juegos y sueños. Tenían casi la misma edad, pero Eva recuerda que Ana era más madura y parecía siempre saber lo que quería. Ya estaba interesada en moda, cine y hasta en chicos; reía constantemente y solía ser el centro de atención. “Éramos amigas”, recuerda Eva años después. También recuerda a Otto, que hablaba con ella en alemán, porque su holandés no era todavía del todo bueno.
Pero estos días de alegría terminaron para todos. Así como sucedió para la familia Frank, los Geiringers también decidieron esconderse luego de que a Heinz, el hermano mayor de Eva, le llegara la citación para ser llevado a un campo de trabajo.
A partir de 1942, cuando se intensificó la persecución contra los judíos, los Frank y los Geiringers subsistieron en la clandestinidad por dos años, hasta que fueron descubiertos por el régimen nazi y trasladados al campo de concentración de Westerbork y, más tarde, a Auschwitz–Birkenau.

### Después de la guerra
Después de la guerra, Eva y su madre se encuentran con Otto Frank, quien vio en ellas la esperanza de recibir buenas noticias sobre su esposa e hijas; sin embargo, su vida pareció desplomarse cuando se enteró de lo que le había sucedido a su familia. Solo las palabras del diario de la pequeña Ana Frank parecieron sostenerlo, además de su amistad con Eva y su madre. Pocos años más tarde, Otto y Fritzy (madre de Eva) se casaron. Fritzy y Otto estuvieron casados durante veintisiete años. Dedicaron su vida a dar difusión al diario de Ana Frank, que fue traducido a más de setenta idiomas.
En 1951, Eva se mudó a Londres para trabajar como fotógrafa, y allí se casó con Zvi Schloss, cuya familia también había sido refugiada en Alemania. Tuvieron tres hijas, que Otto cuidó y quiso como a sus propias nietas.
Para Eva, como para muchos sobrevivientes del Holocausto, le fue muy difícil hablar de lo vivido durante ese período. Pero, en 1986, llegó como maestra itinerante a Londres y decidió sumarse a esta causa, convirtiéndose en una activa luchadora para que se conozca la historia del Holocausto y que, a través de sus testimonios, se transmita un mensaje de tolerancia, respeto y humanitarismo.
Es autora del libro "Después de Auschwitz". Eva, al igual que Ana, vivió el horror de Auschwitz, aunque ella consiguió sobrevivir. 
- Datos: Q90250
- Multimedia: Eva Schloss / Q90250